# دهستان نوجه‌مهر
دهستان نوجه‌مهر یکی از دهستان‌های استان آذربایجان شرقی است که در بخش سیه‌رود شهرستان جلفا واقع شده‌است.